# Kiesdistrict Flensburg-Schleswig

district 1 in Sleeswijk-Holstein

Het kiesdistrict Flensburg – Schleswig is een kiesdistrict voor de verkiezingen voor de Bondsdag. Het district heeft nummer 1, en ligt in het noorden van de deelstaat Sleeswijk-Holstein. Het omvat de stad Flensburg en de Kreis Schleswig-Flensburg. In 2005 waren 220.967 inwoners kiesgerechtigd in het district.

## Bondsdagverkiezingen 2009
Bij de verkiezingen in 2009 werd het district betwist door onder meer:
- Wolfgang Wodarg, SPD
- Wolfgang Börnsen, CDU
- Ingrid Nestle, Bündnis90/Die Grünen

De zetel werd gewonnen door Wolfgang Börnsen (CDU)die 38,8% van de Erststimmen ontving. Hij versloeg daarmee het zittende lid Wolfgang Wodarg (SPD)

## 2005
Bij de verkiezingen in 2005 was de volledige uitslag:
| Direktkandidat      | Partij                | Erststimmen in % | Zweitstimmen in % |
| ------------------- | --------------------- | ---------------- | ----------------- |
| Wolfgang Wodarg     | SPD                   | 44,2             | 39,1              |
| Wolfgang Börnsen    | CDU                   | 44,0             | 36,4              |
| Jörg Petersen       | FDP                   | 3,2              | 9,7               |
| Grietje Bettin      | Bündnis 90/Die Grünen | 4,2              | 8,0               |
| Meenhard Enno Smit  | Die Linke.            | 3,6              | 4,8               |
| Artur Ludwig Nissen | NPD                   | 0,8              | 0,8               |
| –                   | FAMILIE               | –                | 1,2               |
| –                   | MLPD                  | –                | 0,1               |

## Geschiedenis
Het kiesdistrict Flensburg – Schleswig werd voor de verkiezingen in 1976 gevormd uit het vroegere district Flensburg en een deel van het vroegere district Schleswig – Eckernförde. Sindsdien bleef het onveranderd.

## Gekozen kandidaten
Sinds de instelling van het kiesdistrict wisselde het regelmatig tussen SPD en CDU.
| Jaar | Naam             | Partij | Aandeel Erststimmen |
| ---- | ---------------- | ------ | ------------------- |
| 2009 | Wolfgang Börnsen | CDU    | 38,8 %              |
| 2005 | Wolfgang Wodarg  | SPD    | 44,2 %              |
| 2002 | Wolfgang Wodarg  | SPD    | 44,2 %              |
| 1998 | Wolfgang Wodarg  | SPD    | 50,2 %              |
| 1994 | Wolfgang Börnsen | CDU    | 45,6 %              |
| 1990 | Wolfgang Börnsen | CDU    | 47,2 %              |
| 1987 | Wolfgang Börnsen | CDU    | 46,0 %              |
| 1983 | Harm Dallmeyer   | CDU    | 49,7 %              |
| 1980 | Egon Bahr        | SPD    | 49,7 %              |
| 1976 | Egon Bahr        | SPD    | 49,0 %              |